# Acroriodes diplolophodes
Acroriodes diplolophodes là một loài bướm đêm trong họ Noctuidae.